# Grown Ups
Grown Ups (conocida como Niños grandes en España y Son como niños en Hispanoamérica) es una película cómica de 2010 dirigida por Dennis Dugan, escrita y producida por Adam Sandler y protagonizada por Sandler, Kevin James, Chris Rock, Rob Schneider y David Spade, quienes ya antes habían trabajado con Sandler, pero no todos juntos en una misma película. El guion fue escrito por Sandler y Fred Wolf. La película fue producida por la compañía de Sandler, Happy Madison, y distribuida por Columbia Pictures. Sandler, Rock, Schneider y Spade se unieron a la cantera de cómicos de Saturday Night Live en la temporada 1990-1991, y otros miembros del reparto como Colin Quinn, Maya Rudolph, Tim Meadows y Norm MacDonald también han trabajado en el programa.
La película relata sobre cinco amigos que treinta años después que habían perdido el contacto hace años, se reúnen y tienen entre ellos un comportamiento parecido al de un niño.

## Resumen
En 1978, cinco amigos que formaban un equipo de baloncesto ganaron un campeonato juvenil. Durante la celebración en una casa junto a un lago, su entrenador (Blake Clark) les anima a vivir sus vidas de la misma forma que jugaron el partido. Treinta años después, los cinco amigos, que permanecieron juntos hasta su graduación, han hecho sus vidas por separado y han perdido el contacto. Lenny Feder (Adam Sandler) es un exitoso representante de estrellas de Hollywood casado con Roxanne (Salma Hayek), una diseñadora de moda, y con tres hijos, Greg, Keithie y Becky.
Lenny está molesto con el comportamiento consentido de Greg y Keithie, acostumbrados a todo tipo de privilegios y comodidades. Eric Lamonsoff (Kevin James) dice ser el copropietario de una empresa de muebles, está casado con Sally (Maria Bello), y tiene dos hijos, Donna y Bean. Sally sigue amamantando a Bean a pesar de que tiene cuatro años, lo que avergüenza a Eric. Kurt McKenzie (Chris Rock) es un amo de casa casado con Deanne (Maya Rudolph), el principal sostén de la familia, y tiene dos hijos, Andre y Charlotte. Deanne está embarazada de un tercer hijo, y su madre Ronzoni (Ebony Jo-Ann) vive con ellos. Rob Hilliard (Rob Schneider) se ha divorciado tres veces y tiene tres hijas, Jasmine, Amber y Bridget, de sus anteriores matrimonios, a quienes apenas conoce. Su nueva esposa, Gloria (Joyce Van Patten), es 30 años mayor que él. Marcus Higgins (David Spade) es un soltero promiscuo. A lo largo de la película, los cinco amigos se burlan entre ellos de forma amistosa: Lenny por ser rico y consentido, Eric por ser obeso y goloso, Kurt por su color y por vivir dominado por su esposa, Rob por su baja estatura, su pelo y por tener una esposa anciana, y Marcus por su forma de vida desordenada y perezosa. 
Cuando reciben la noticia de que su entrenador ha fallecido, los cinco viajan a Nueva Inglaterra acompañados de sus familias para asistir a su funeral. Ahí, Rob, al cantar el coro "Ave Maria" empieza a merodearse por toda la iglesia provocando burlas y risas a sus amigos, pero humillando a los pastores y cleros católicos, y al terminar el coro, Higgins hace el "bip" (refiriéndose el apodo del entrenador) lo que provoca una gran carcajada a sus amigos y a todos los asistentes que vinieron al funeral. Más tarde, Lenny alquila la casa del lago donde solían reunirse para que sus amigos pasen ahí el fin de semana del 4 de julio, pero él no puede quedarse todo el fin de semana, ya que Roxanne tiene que asistir a un desfile de sus diseños en Milán. Durante la estancia en la casa, a Lenny le molesta que sus hijos prefieran jugar con videojuegos que pasar tiempo al aire libre, así que él y los demás hacen que sus hijos aprendan a divertirse fuera. Eric sufre un pequeño incidente al columpiarse en una cuerda y lesiona a un pájaro.
En un restaurante, Lenny se encuentra con su antiguo rival, Dickie Bailey (Colin Quinn), que todavía está enfadado con él porque piensa que la canasta que metió Lenny y les hizo ganar el partido no fue válida, ya que según él, Lenny "pisó la línea". Dickie desafía a Lenny y a sus amigos a una revancha, pero Lenny se niega, alegando que Dickie no está en forma. Al día siguiente, los cinco amigos esparcen las cenizas del entrenador. Rob se deprime, lamentando sus matrimonios fracasados y anuncia a los demás que sus hijas están a punto de llegar. Tras discutir con Jasmine, Rob se reúne con sus amigos, que están pescando. Después de gastarle algunas bromas, deciden animarle con un juego que solían hacer cuando eran pequeños, el cual consiste en disparar una flecha al aire y aguantar el máximo tiempo posible sin moverse antes de que caiga. Todos salen corriendo ya que, por el Sol la pierden de vista, excepto Rob, que consigue ganar el juego, pero la flecha cae y le atraviesa el pie, justo cuando Amber y Bridget llegan para socorrer a su padre. Esa noche, Lenny descubre a los niños jugando con teléfonos hechos con vasos e hilo, y Roxanne, ocupada preparando el viaje a Milán, revela accidentalmente a su hija pequeña, Becky, que el ratón de los dientes no existe. Feliz al ver que su hijos están aprendiendo a disfrutar con las mismas cosas que él cuando era pequeño, Lenny instala una red de teléfonos de vaso e hilo por toda la casa de Lenny. Rato más tarde, Roxanne se disculpa con su hija por haberla entristecido.
A la mañana siguiente, Roxanne se da cuenta de que es mejor para sus hijos quedarse en la casa del lago que ir a Milán y van todos juntos a un parque acuático. Ahí, Bean aprende finalmente a beber leche del cartón y Marcus coquetea continuamente con Jasmine y Amber, comprándoles bikinis muy pequeños. Al rato, mientras subian al tobogán, Rob agrede a un trabajador del parque que insulta a Bridget por ser menos atractiva que sus hermanas. Eric ignora el aviso de Donna de que hay un producto en el agua de la piscina que vuelve la orina azul, lo que resulta ser cierto cuando Eric y los demás orinan en la piscina y el agua se vuelve azul. Lenny y sus amigos vuelven a encontrarse con Dickie y su grupo, que les desafían a tirarse al agua desde una tirolesa. Wiley (Steve Buscemi), uno de los amigos de Dickie, se tira sujeto por los pies, pero no logra soltarse a tiempo y se estrella en la pared de un cobertizo.
En su último día en el lago, los cinco se sinceran respecto a sus vidas: Debido a un malentendido, Rob ataca a Marcus, creyendo que se había acostado con Jasmine; ella aclara que se tropezó y se dio un moretón cuando iba a cerrar la perciana con la impresión de que un pervertido (resultando ser Greg y Andre) la observaba al cambiarse. Marcus admite sentirse inseguro comparado con el resto de sus amigos casados. Roxanne se enfrenta a Lenny al enterarse de que había cancelado el viaje a Milán mucho antes de que fueran a la casa del lago, y él admite que quería que tuvieran vacaciones normales y controlar las actitudes tóxicas de Greg y Keithie; Deanne le reclama a Kurt por pasar tiempo con Rita, la niñera de los Feder (a quien Lenny había hecho pasar por una estudiante de intercambio por vergüenza), pero Kurt se retalia argumentando que ella siempre lo subestima y Deanne se ofrece a invitarlo a cenar para compensárselo; Eric revela que fue despedido de su trabajo y estuvo todo el tiempo presumiendo para que no lo humillaran, por lo que Lenny y Kurt se ofrecen a ayudarlo a empezar un nuevo negocio; Gloria ayuda a todos a reconciliarse, mientras Rob admite lo que todo el mundo sabe es que usa un tupé.
Lenny y sus amigos vuelven a ser desafiados por Dickie a jugar un partido de revancha. En la última canasta, Lenny falla a propósito para que Dickie y sus amigos puedan ganar finalmente. Al final de la película, mientras muchas personas miraban los fuegos artificiales, Marcus vuelve a jugar al juego de la flecha, disparando una ante un gran grupo de gente, por lo que todos salen corriendo, excepto Wiley, que tiene todo el cuerpo enyesado y no puede moverse, por lo que la flecha cae y le atraviesa el pie (lo mismo que le pasó a Rob en la primera Ruleta de Flecha) y antes de desmayarse dice: "Ganamos de nuevo".

## Reparto
- Adam Sandler — Lenny Feder
- Kevin James — Eric Lamonsoff
- Chris Rock — Kurt McKenzie
- Rob Schneider — Rob Hilliard
- David Spade — Marcus Higgins
- Salma Hayek — Roxanne Chase-Feder, la esposa de Lenny
- Maria Bello — Sally Lamonsoff, la esposa de Eric
- Maya Rudolph — Deanne McKenzie, la esposa de Kurt
- Joyce Van Patten — Gloria Noonan-Hilliard, la esposa de Rob
- Ebony Jo-Ann — Mama Ronzoni, la madre de Deanne
- Colin Quinn — Dickie Bailey
- Tim Meadows — Malcolm
- Jamie Chung — Amber Hilliard
- Di Quon — Rita
- Steve Buscemi — Wiley
- Madison Riley — Jasmine Hilliard
- Ashley Loren — Bridget Hilliard
- Blake Clark — Entrenador Bobby "The Buzzer" Ferdinando
- Jake Goldberg — Greg Feder
- Cameron Boyce (†) — Keithie Feder
- Alexys Nycole Sánchez — Becky Feder
- Ada Nicole Sanger — Donna Lamonsoff
- Frank y Morgan Gingerich — Bean Lamonsoff
- Nadji Jeter — Andre McKenzie
- China Anne McClain — Charlotte McKenzie
- Norm MacDonald — Geezer

## Crítica
La película recibió, en general, críticas negativas. Según Rotten Tomatoes el 10% de las críticas fueron positivas, basado en 151 reseñas, con un promedio de 3,3/10 y su comentario general dice que "El reparto conformado por veteranos de la comedia de Grown Ups es afable, pero se ven perjudicados por una dirección sin gracia y el humor fallido y grosero de un pobre guión". En Metacritic la película consiguió un 50 sobre 100, basado en 30 reseñas, con críticas generalmente negativas.

## Música
- Escape (The Piña Colada Song) de Rupert Holmes
- Walk All Over You de AC/DC
- Sentimental Lady de Bob Welch
- Every 1's a Winner de Hot Chocolate
- Goodbye Tonight de Paul McCartney & Wings

## Secuela
Columbia Pictures y Happy Madison han anunciado la producción de una secuela (la primera de una película de Adam Sandler), en la que Fred Wolf volverá a escribir el guion y Dennis Dugan volverá a encargarse de la dirección. Adam Sandler, Kevin James, Chris Rock, David Spade, Maya Rudolph y Salma Hayek repetirán sus papeles, mientras que Oliver Cooper, David Henrie, Shaquille O'Neal, Nick Swardson, Alexander Ludwig, Andy Samberg, Steve Austin, Halston Sage, Dan Patrick, Will Forte y Taylor Lautner interpretarán nuevos personajes. El estreno de esta secuela fue 12 de julio de 2013 en Estados Unidos.